# La Rivista di Bergamo
La Rivista di Bergamo è una rivista italiana pubblicata a Bergamo.

## Storia
La rivista viene fondata come mensile nel gennaio 1922 e pubblicata dalla Società Anonima Antonio Savoldi, proprietà di un nipote del pittore e affreschista bergamasco Nicola Savoldi. Il primo numero riporta le ambizioni degli editori:
Rivolto a un pubblico di media cultura, il periodico è riccamente illustrato da immagini, fotografie e tavole fuori testo. Per l'ideazione della copertina gli editori si rivolgono ad artisti di tutta Italia. Gli articoli trattano di testimonianze di storia locale, scienze naturali, turismo, curiosità e notizie folcloristiche, attività teatrali e vita sportiva, architettura e storia dell'arte. Tra i primi collaboratori troviamo: Franco Abbiati per gli articoli sportivi e culturali, Luigi Angelini per l'architettura e la storia dell'arte, Giovanni Banfi e Alessandro Bergamo per la letteratura, Enrico Caffi per gli studi scientifici.
Fino alla metà degli anni venti vengono pubblicati contributi da parte di autori di diverso orientamento politico, purché in linea con gli intenti della rivista. Negli anni seguenti, quando la censura fascista riesce a condizionare anche la stampa locale, gli articoli si conformano alla politica nazionale. Nel 1928 la rivista viene editata congiuntamente alla rivista Bergomum, Bollettino della Civica Biblioteca. Nel 1929 Antonio Locatelli ne assume la direzione, che manterrà fino alla morte nel 1936. Tra il 1933 e il dicembre 1942 viene aggiunto il sottotitolo Organo del Comitato provinciale bergamasco del turismo e dell'istituto fascista di cultura, poi Rassegna mensile della città e provincia sotto gli auspici della federazione dei fasci di combattimento. Dal gennaio 1943 al 1948 la pubblicazione è sospesa a causa della guerra.
Nel dopoguerra le pubblicazioni riprendono con il nuovo titolo Bergamo-La Rivista. Nel gennaio 1950 torna il titolo originale e la periodicità cambia da mensile a bimestrale, con una nuova serie che sarà interrotta a luglio. Il dicembre 1950 segna un nuovo cambiamento editoriale: la testata verrà pubblicata come Gazzetta di Bergamo fino al numero del dicembre 1953, che sancisce il ritorno al nome originario. Nino Zucchelli dirige la rivista per oltre quarant'anni, fino alla morte nel 1994. Dopo un breve periodo di sospensione, dal maggio 1995 la rivista diventa trimestrale e adotta un nuovo formato e una nuova veste grafica.

## Direttori
- Alfonso Vajana (1922-1929)
- Antonio Locatelli (1929-1936)
- Nino Galimberti (1937-1940)
- Carlo De Martino (1940-1942)
- Emo Boffa (1949-1950)
- Pino Pizzigoni (1950-1952)
- Nino Zucchelli (1950-1994)
- Attilio Pizzigoni (1995-2002)
- Fernando Noris (dal 2002)

## Alcune firme
- Franco Abbiati
- Luigi Angelini
- Giovani Antonucci
- Giovanni Banfi
- Severino Belotti
- Alessandro Bergamo
- Ermanno Bersani
- Cesare Bizioli
- Narciso Bonfandini
- Luca Brignoli
- Stefania Burnelli
- Enrico Caffi
- Elisabetta Calcaterra
- Pino Capellini
- Piero Capuani
- Silvia Carminati
- Marcella Cattaneo
- Ciro Caversazzi
- Pasquale Ceravolo
- Ermanno Comuzio
- Davide Cugini
- Enrico De Pascale
- Giuliano Donati Petténi
- Nino Filippini Fantoni
- Dante Formenti
- Andreina Franco-Loiri Locatelli
- Tullia Franzi
- Mauro Gelfi
- Luigi Gennari
- Guido Isnenghi
- Gianmaria Labaa
- Renzo Larco
- Maria Mencaroni Zoppetti
- Franco Natali
- Pier Giorgio Nosari
- Gianmario Petrò
- Orietta Pinessi
- Lanfranco Ravelli
- Maria Cristina Rodeschini
- Umberto Ronchi
- Pier Maria Soglian
- Guido Sylva
- Bruno Talpo
- Umberto Zanetti
- Antonia Abbattista Finocchiaro